# August Hagemeister
August Hagemeister (* 5. April 1879 in Detmold; † 16. Januar 1923 in Niederschönenfeld) war ein deutscher Politiker (SPD/USPD/KPD). Er war Abgeordneter des Bayerischen Landtages (1920–1923).

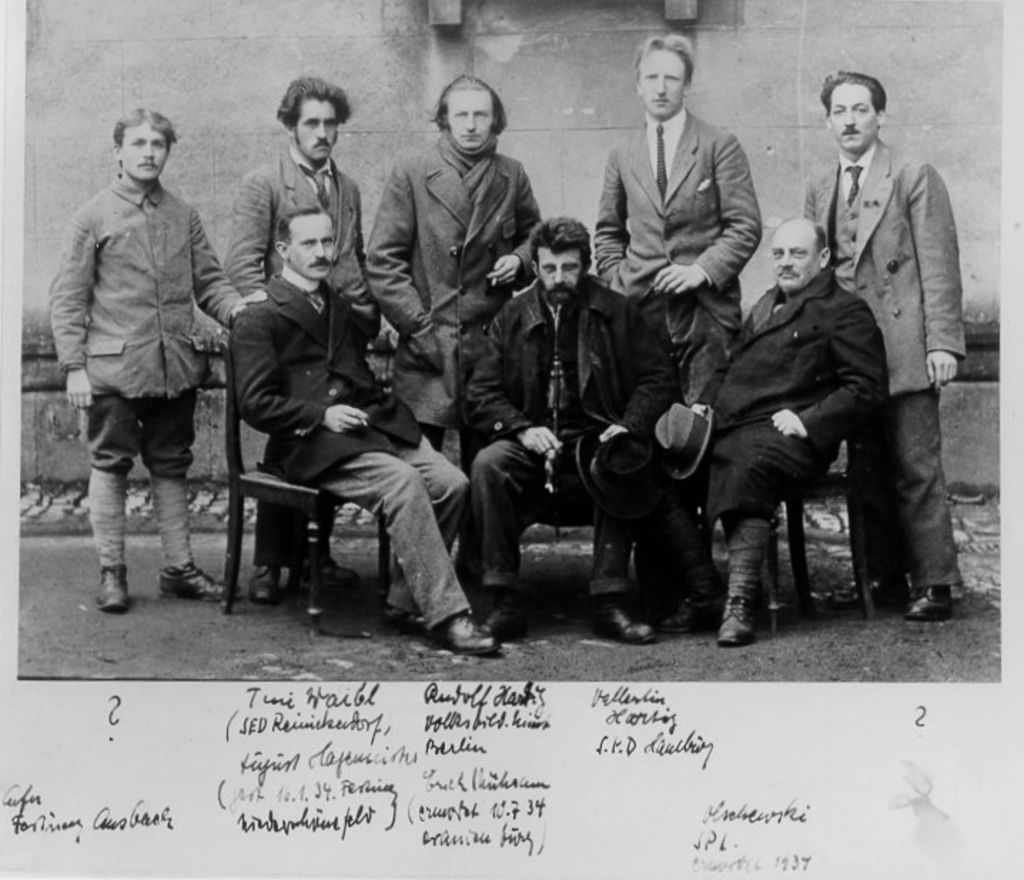
August Hagemeister (sitzend, erster von links) der Münchner Räteregierung in Festungshaft, um 1919

## Leben
Hagemeister, Sohn eines Maurermeisters, absolvierte eine Lehre zum Buchdrucker, Setzer und Lithograph. Ab 1911 war er als Steindrucker in München tätig und wurde Mitglied der Sozialdemokratischen Partei Deutschlands (SPD). Hagemeister wirkte vor dem Ersten Weltkrieg als führender Funktionär der Filiale des Lithographen- und Steindruckerverbands in München.
1917 schloss er sich der Unabhängigen Sozialdemokratischen Partei Deutschlands (USPD) an. Im November 1918 war er Mitglied des Revolutionsausschusses des Landesarbeiterrates Bayern und vom 8. November 1918 bis zum 12. Januar 1919 Mitglied des Provisorischen Nationalrates.
Während der Ersten Räterepublik war Hagemeister Mitglied des Revolutionäre Zentralrates und Volksbeauftragter für Volkswohlfahrt (7.–13. April 1919). Er gehörte zu den 13 Verschleppten des gegen die Räterepublik gerichteten Palmsonntagsputsches vom 13. April 1919. Der Putsch scheiterte zwar am Widerstand der im Aufbau befindlichen Roten Armee unter dem Kommando des kommunistischen Matrosen Rudolf Egelhofer, jedoch blieb Hagemeister vorerst weiter in Haft, da die Revolutionäre keinen Zugriff auf die Haftorte hatten. Nach der Anfang Mai erfolgten endgültigen Niederschlagung der Räterepublik durch Reichswehr- und Freikorpsverbände wurde er am 12. Juni 1919 durch ein standgerichtliches Urteil zu zehn Jahren Festungshaft verurteilt.
Im Juni 1920 wurde er für die USPD in den Bayerischen Landtag gewählt. Im Dezember 1920 trat er zur Kommunistischen Partei Deutschlands (KPD) über. Hagemeister verbrachte aber die gesamte Legislaturperiode in der Festungshaftanstalt Niederschönenfeld in Schwaben, wo er aufgrund der schlechten Haftbedingungen am 16. Januar 1923 an einem Herzkrampf verstarb. Bis zuletzt hatte man Hagemeister als Simulant behandelt, seine Verlegung ins Krankenhaus verweigert.
Hagemeister zählte zu den engen Freunden Erich Mühsams. Dieser verfasste nach Hagemeisters Tod ein Gedicht zu seinen Ehren.